# مبنى قباني

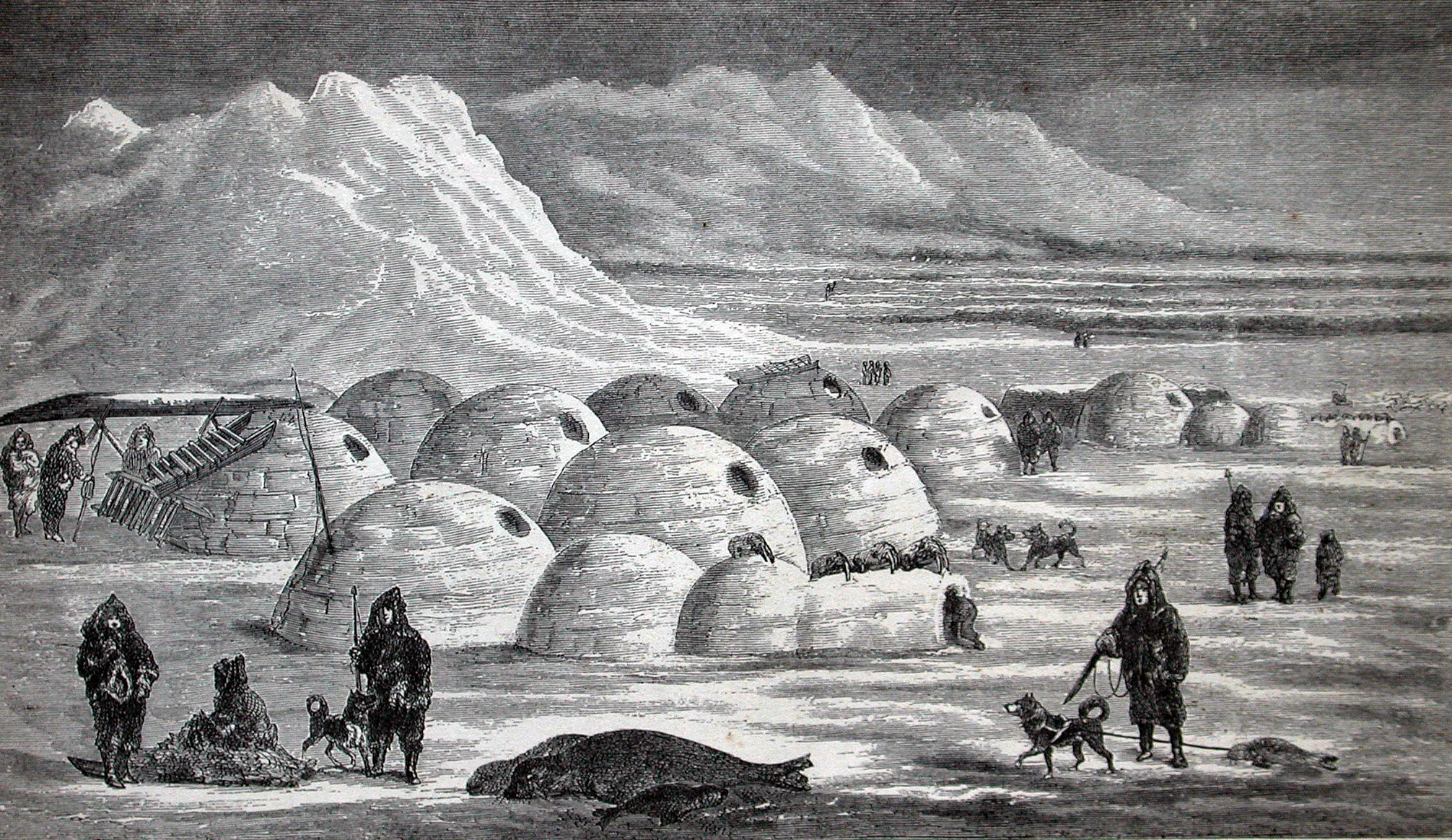
لوحة لقرية إنويتية في جزيرة بافين (Baffin) - منتصف القرن 19

المبنى القباني هو ملجأ بني من لبنات من الثلج، عادة على شكل قبة. هو البناء المعتاد للإنويت ولسكان الأصليين في أقصى شمال كندا.
في الخارج، قد تنخفض درجات الحرارة إلى -45 درجة مئوية (-49 درجة فهرنهايت)، ولكن في الداخل، قد تتراوح درجة الحرارة من -7 إلى 16 درجة مئوية (19 إلى 61 درجة فهرنهايت) عند تسخين الحجرة بواسطة حرارة الجسم وحدها.

## أنواعه

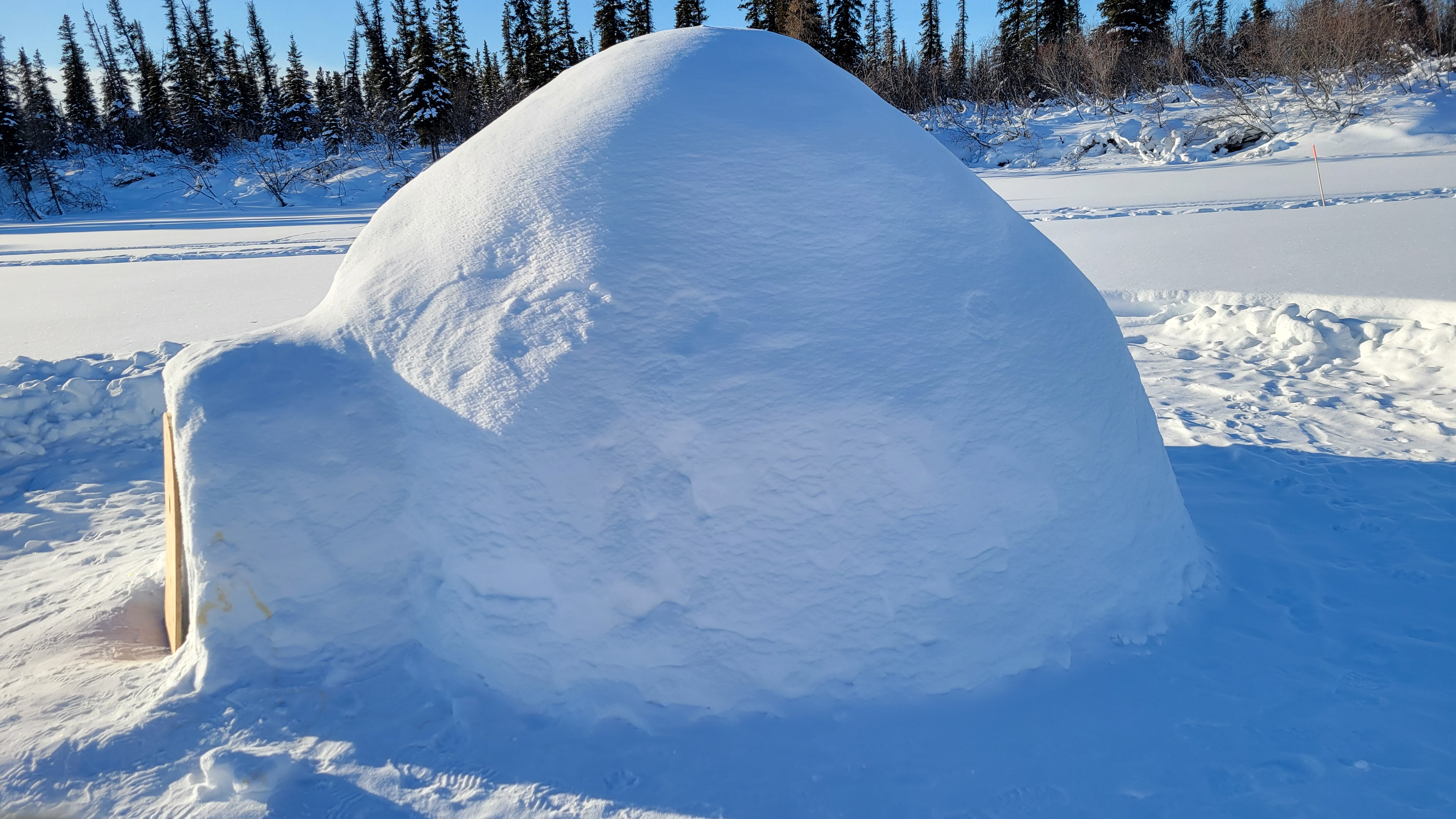
الشكل البسيط الشائع.

هناك ثلاثة أنواع تقليدية من الأكواخ الثلجية ، جميعها بأحجام مختلفة وتستخدم لأغراض مختلفة.
- يتم إنشاء أصغرها كملاجئ مؤقتة ، وعادة ما تستخدم فقط لمدة ليلة أو ليلتين حتى يسهل بناؤها. في حالات نادرة ، يتم بناؤها واستخدامها أثناء رحلات الصيد ، غالبًا على الجليد البحري المفتوح.[5]
- كانت الأكواخ الثلجية المتوسطة الحجم مخصصة للمساكن العائلية شبه الدائمة. كان هذا عادةً مسكنًا بغرفة واحدة يسكنه عائلة أو أسرتان. غالبًا ما كان هناك العديد من هؤلاء في منطقة صغيرة ، والتي شكلت قرية إنويت.
- تم بناء أكبر الأكواخ الثلجية عادة في مجموعات من اثنين. كان أحد المباني عبارة عن مبنى مؤقت تم تشييده للمناسبات الخاصة ، والآخر تم بناؤه بالقرب من أماكن المعيشة. قد يكون لهذه الغرف ما يصل إلى خمس غرف وتضم ما يصل إلى 20 شخصًا. ربما تم بناء كوخ الإسكيمو الكبير من العديد من الأكواخ الصغيرة المرتبطة بأنفاقها ، مما يتيح الوصول المشترك إلى الخارج. كانت تستخدم لإقامة الأعياد المجتمعية والرقصات التقليدية.

## طريقة بنائه
يبنى الكوخ الجليدي من كتل من الجليد جُمِّعت لتكون الشكل النهائي كالتالي:
- تستخدم قطع من الجليد مستطيلة الشكل.
- تَصطف هذه القطع المستطيلة في دائرة على سطح الأرض الجليدية.
- تُقطع الأسطح العلوية للكتل الجليدية بزاوية حادة لتكوين الدرجة الأولى من المبنى.
- يتم إضافة كتل جليدية إضافية في الصفوف التالية بنفس النمط، مع سحبها للداخل، حتى ينتهى تشييد هيكل المبنى، وفي النهاية يتبقى ثقب في الجزء العلوي، يُترك مفتوحًا للتهوية.
- تمتلئ الشقوق المتبقية مع تساقط الثلوج.
- يُبنى مدخل بطول 3 أمتار للحماية من البرد.
- تضاف الأغراض ويمكن صنع أسرة من الجليد بالداخل.